# Cuarteto de cuerda n.º 1 (Dvořák)

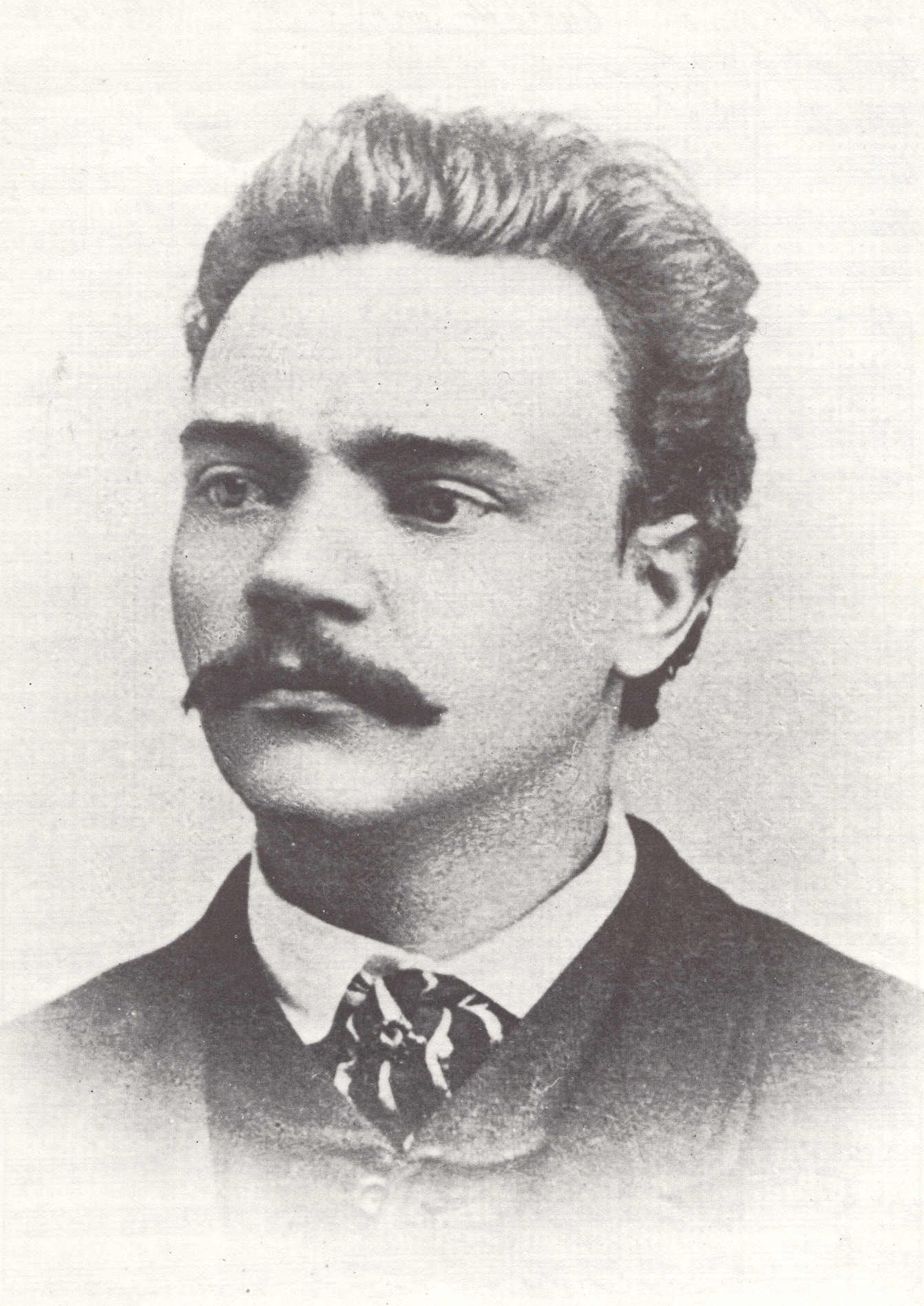
Antonín Dvořák en 1868.

El Cuarteto de cuerda n.º 1, op. 2, (B.8), es una de las primeras obras de cámara de Antonín Dvořák, compuesta en marzo de 1862.

## Contexto
Los catorce cuartetos de cuerda de Dvořák cubren la mayor parte de su carrera como compositor, desde 1862 (n.° 1) a 1895 (n.° 14). El primer cuarteto de cuerda no fue su primera composición de cámara: había escrito el Quinteto de cuerda en la menor (op. 1) en el verano de 1861.
En 1887 decidió reelaborar el cuarteto olvidado. Eliminó gran parte de lo que consideraba «relleno» innecesario en la versión original.
La composición fue dedicada al director del Conservatorio de Praga, Josef Krejčí, quien fue profesor de teoría musical de Dvořák en la Escuela de Órgano de Praga. No se ha documentado ninguna interpretación real antes de 1888, cuando la versión revisada de la obra se tocó en un concierto del Umělecká beseda (Grupo de debate sobre las artes) en el Rudolfinum de Praga. Los intérpretes eran miembros de la orquesta del Teatro Nacional, Karel Ondříček, Jan Pelikán, Petr Mareš y Alois Neruda.

## Estructura
La obra consta de cuatro movimientos:
1. Andante – Allegro (la mayor)
2. Andante affettuoso et appassionato (fa♯ menor)
3. Allegro scherzando (la mayor)
4. Allegro animato (la mayor)

La duración aproximada es de 48 minutos.
El indicador más fuerte del futuro dominio de Dvořák está en la sección de trío de tres partes del tercer movimiento, que es el precursor de los muchos furiants del futuro.